# Акишина, Екатерина Михайловна
Екатери́на Миха́йловна Аки́шина (род. 7 декабря 1973) — российский педагог. Доктор педагогических наук (2018), кандидат искусствоведения (2003). Специализируется на вопросах музыкальной педагогики. Профессор РАО (2019), член-корреспондент РАО (2023) по Отделению образования и культуры. Возглавляет Институт художественного образования и культурологии, гор. Москва.